# 真木大堂
真木大堂（まきおおどう、まきのおおどう）は、大分県豊後高田市田染真木にある仏教寺院である。

## 概要
真木大堂は、馬城山伝乗寺（まきさんでんじょうじ）の堂宇のひとつであったと伝えられる。伝乗寺は、養老2年（718年）に仁聞菩薩によって開創されたと伝えられる六郷満山の本山本寺8ヶ寺のひとつで、その中でも七堂伽藍を有する最大規模の中心的寺院であり、田染地区に36の寺坊を有していたという。しかし、約700年前に火災により焼失し、詳細な史料は残されていない。
現存するのは、江戸時代に再建された小規模な旧本堂（大堂）と、昭和40年代に新造された収蔵庫のみである。真木大堂に収められている国の重要文化財の4件9躯の仏像は、伝乗寺の各堂宇に伝えられたものが、各寺坊の衰退に伴って一箇所に集められたものだとされる。
宇佐神宮六郷満山霊場第5番。

## 文化財

### 重要文化財
- 木造阿弥陀如来坐像 - 収蔵庫の中央に坐す。地方における定朝様の先駆け的作品と評価される。
- 木造大威徳明王像 - 白牛に跨がる六面六臂六足の像。大威徳明王像としては日本最大。
- 木造不動明王二童子立像 - 木彫の不動明王では国内最大級のスケールを誇る。
- 木造四天王立像 - 阿弥陀如来の周囲を守護するほぼ等身大の像。地方作と言われる。

いずれも収蔵庫に安置されている。

### 大分県指定有形文化財
- 木造仁王像（阿形） - 2017年（平成29年）3月7日指定。樟の一木造で、像高は225cm。旧本堂に安置されている。平安時代末期から鎌倉時代初期の作と推定されている[5][3]。対となる吽形像は江戸時代後期頃に造り直されたもので、指定から外れている[6]。

## 交通
- 電車・バス：JR九州日豊本線宇佐駅下車後、大分交通熊野磨崖仏行きバスで「真木大堂前」停留所下車すぐ
- 自動車：大分自動車道速見インターチェンジより約30分